# Giovanni Leonardo da Cutri
Giovanni Leonardo da Cutri, aussi appelé Giovanni Leonardo di Bona et surnommé « Il Puttino » (le petit), est un joueur d'échecs italien né en 1533 à Cutro en Calabre et mort le 2 août 1578 à Taranto. Il fut avec Ruy López un des meilleurs joueurs de la fin du XVIe siècle.

## Biographie
En 1559 ou 1560, à Rome, Leonardo perdit un match contre Ruy López. Il subit une autre défaite en 1574, mais il prit sa revanche l'année suivante contre López lors du premier tournoi international organisé par le roi d'Espagne entre les meilleurs joueurs de l'époque : il remporta le prix de mille scudi. Après sa victoire, il partit à Lisbonne à l'invitation du roi Sébastien Ier de Portugal pour affronter le champion portugais, El Morro (de). Il remporta le match et fut récompensé par le roi.
Dans les années 1575, Leonardo quitta le Portugal et s'installa à Naples. Avec Paolo Boï, il disputa de nombreuses parties dans le palais du premier duc d'Osuna et vice-roi de Naples, Pedro Téllez-Girón y de la Cueva (es).
Vers la fin de sa vie, Leonardo devint l'émissaire du prince de Bisignano. La plupart des informations sur la vie de Leonardo proviennent de Alessandro Salvio. Salvio, qui avait connu Leonardo à Naples, publia en 1634 Il Puttino, une biographie romancée de Leonardo et Boï. Selon Salvio, Leonardo mourut empoisonné par un rival jaloux dans le palais du prince de Bisignano vers 1587.